# 巴特凱夫 (北卡羅萊納州)
巴特凱夫（英語：Bat Cave）是位於美國北卡羅萊納州亨德森縣的非建制地區。

## 歷史
巴特凱夫的郵局自1879年營運至今。

## 地理
巴特凱夫所處的海拔為高於海平面451米（即1480英呎），而該地所採用的時區為UTC-5，即北美东部时区（EST）。同時該地設有夏令時間，為UTC-5調快一小時，即UTC-4（EDT）。